# Team CSC/2008
Deze pagina geeft een overzicht van de wielerploeg Team CSC in 2008.
| Naam                 | Geboortedatum | Nationaliteit    | Ploeg 2007               |
| -------------------- | ------------- | ---------------- | ------------------------ |
| Kurt-Asle Arvesen    | 09-02-1975    | Noorwegen        |                          |
| Lars Ytting Bak      | 16-01-1980    | Denemarken       |                          |
| Michael Blaudzun     | 30-04-1973    | Denemarken       |                          |
| Lasse Bøchman        | 13-06-1983    | Denemarken       | Glud & Marstrand Horsens |
| Matti Breschel       | 31-08-1984    | Denemarken       |                          |
| Fabian Cancellara    | 18-03-1981    | Zwitserland      |                          |
| Íñigo Cuesta         | 03-06-1969    | Spanje           |                          |
| Laurent Didier       | 19-07-1984    | Denemarken       | Kuota Senges             |
| Matthew Goss         | 05-11-1986    | Australië        |                          |
| Juan José Haedo      | 26-01-1981    | Argentinië       |                          |
| Volodymyr Hoestov    | 15-02-1977    | Oekraïne         |                          |
| Allan Johansen       | 14-07-1971    | Denemarken       |                          |
| Bobby Julich         | 18-11-1971    | Verenigde Staten |                          |
| Kasper Klostergaard  | 22-05-1983    | Denemarken       |                          |
| Aleksandr Kolobnev   | 04-05-1981    | Rusland          |                          |
| Karsten Kroon        | 26-02-1976    | Nederland        |                          |
| Gustav Larsson       | 20-09-1980    | Zweden           | Unibet.com               |
| Marcus Ljungqvist    | 26-10-1974    | Zweden           |                          |
| Anders Lund          | 14-02-1985    | Denemarken       |                          |
| Jason McCartney      | 03-09-1973    | Verenigde Staten | Discovery Channel        |
| Bradley McGee        | 24-02-1976    | Australië        | Française des Jeux       |
| Stuart O'Grady       | 06-08-1973    | Australië        |                          |
| Carlos Sastre        | 22-04-1975    | Spanje           |                          |
| Andy Schleck         | 10-06-1985    | Luxemburg        |                          |
| Fränk Schleck        | 15-04-1980    | Luxemburg        |                          |
| Chris Anker Sørensen | 05-12-1984    | Denemarken       |                          |
| Nicki Sørensen       | 14-05-1975    | Denemarken       |                          |
| André Steensen       | 12-10-1987    | Denemarken       | Glud & Marstrand Horsens |
| Jurgen Van Goolen    | 28-11-1980    | België           | Discovery Channel        |
| Jens Voigt           | 17-09-1971    | Duitsland        |                          |

## Overwinningen
Ronde van San Luis
1e etappe: Juan José Haedo
5e etappe: Juan José Haedo
Ronde van Californië
Proloog: Fabian Cancellara
1e etappe: Juan José Haedo
Clásica de Almería
Juan José Haedo
Ronde van Murcia
3e etappe: Juan José Haedo
Strade Bianche
Fabian Cancellara
Tirreno-Adriatico
5e etappe: Fabian Cancellara
Eindklassement: Fabian Cancellara
Milaan-San Remo
Fabian Cancellara
Ronde van Castilië en Leon
2e etappe: Karsten Kroon
E3 Prijs Harelbeke
Kurt-Asle Arvesen
Criterium International
Jens Voigt
Ronde van Georgia
2e etappe: Juan José Haedo
Rund um den Henniger Turm
Karsten Kroon
Ronde van Italië
18e etappe: Jens Voigt
Ronde van Luxemburg
Proloog: Fabian Cancellara
1e etappe: Juan José Haedo
Philadelphia Classic
Matti Breschel
Dauphiné Libéré
6e etappe: Chris Anker Sørensen
Ster Elektrotoer
2e etappe: Matti Breschel
Ronde van Zwitserland
7e etappe: Fabian Cancellara
9e etappe: Fabian Cancellara
Nationale kampioenschappen
Zwitserland (tijdrit): Fabian Cancellara
Denemarken (wegwedstrijd): Nicki Sørensen
Luxemburg (wegwedstrijd): Fränk Schleck
Noorwegen (wegwedstrijd): Kurt-Asle Arvesen
Ronde van Oostenrijk
7e etappe: Chris Anker Sørensen
Ronde van Frankrijk
11e etappe: Kurt-Asle Arvesen
17e etappe: Carlos Sastre
20e etappe: Fabian Cancellara
Eindklassement: Carlos Sastre
Ronde van Saksen
5e etappe: Karsten Kroon
Ronde van Denemarken
2e etappe: Matti Breschel
3e etappe: Matti Breschel
5e etappe: Gustav Erik Larsson
6e etappe: Juan José Haedo
Olympische Spelen
Individuele tijdrit: Fabian Cancellara
Ronde van Groot-Brittannië
2e etappe: Matthew Goss
Ronde van Polen
6e etappe: Jens Voigt
Eindklassement: Jens Voigt
Ronde van Spanje
21e etappe: Matti Breschel
Herald Sun Tour
1e etappe: Matthew Goss
2e etappe: Stuart O'Grady
5e etappe: Stuart O'Grady
Eindklassement: Stuart O'Grady
1998 · 1999 · 2000 · 2001 · 2002 · 2003 · 2004 · 2005 · 2006 · 2007 · 2008 · 2009 · 2010 · 2011 · 2012 · 2013 · 2014 · 2015 · 2016
AG2R-La Mondiale · Astana · Bouygues Télécom · Caisse d'Epargne · Cofidis, Le Crédit par Téléphone · Team Columbia · Crédit Agricole · Team CSC · Euskaltel-Euskadi · La Française des Jeux · Team Gerolsteiner · Lampre-Fondital · Liquigas-Bianchi · Team Milram · Silence-Lotto · Quick·Step-Innergetic · Rabobank · Saunier Duval-Scott